# Ordre públic
Ordre públic és la situació de respecte de les normes establertes per la societat que permeten la convivència social. Està estretament relacionada amb el concepte de legitimitat en l'exercici del poder polític i el de cohesió social. Com a expressió, molt sovint es restringeix en el seu ús al seu sentit negatiu: la "pertorbació de l'ordre públic", assimilada a diferents formes de delinqüència, marginalitat, protesta pública, revolta i, en els casos més greus, revolució o subversió; especialment des d'una concepció autoritària de l'"ordre", que l'equipara al manteniment de la jerarquia social, les institucions i el sistema polític, considerant "desordre" qualsevol alteració en "l'establert" (the establishment).
Hom ho podria definir, doncs, com un conjunt de principis i institucions que es consideren fonamentals en l'organització social d'un país i que inspiren el seu ordenament jurídic. Tanmateix, en aquesta àmplia definició caben tota classe de fenòmens jurídics (els principis generals del dret, la constitució política de cada Estat, el costum jurídic, el ius cogens (normes imperatives), etc.).
Des del punt de vista del Dret Civil, l'ordre públic és el "conjunt de principis jurídics, polítics, morals i econòmics obligatoris per conservar l'ordre social del poble en una època determinada".

## Història del concepte

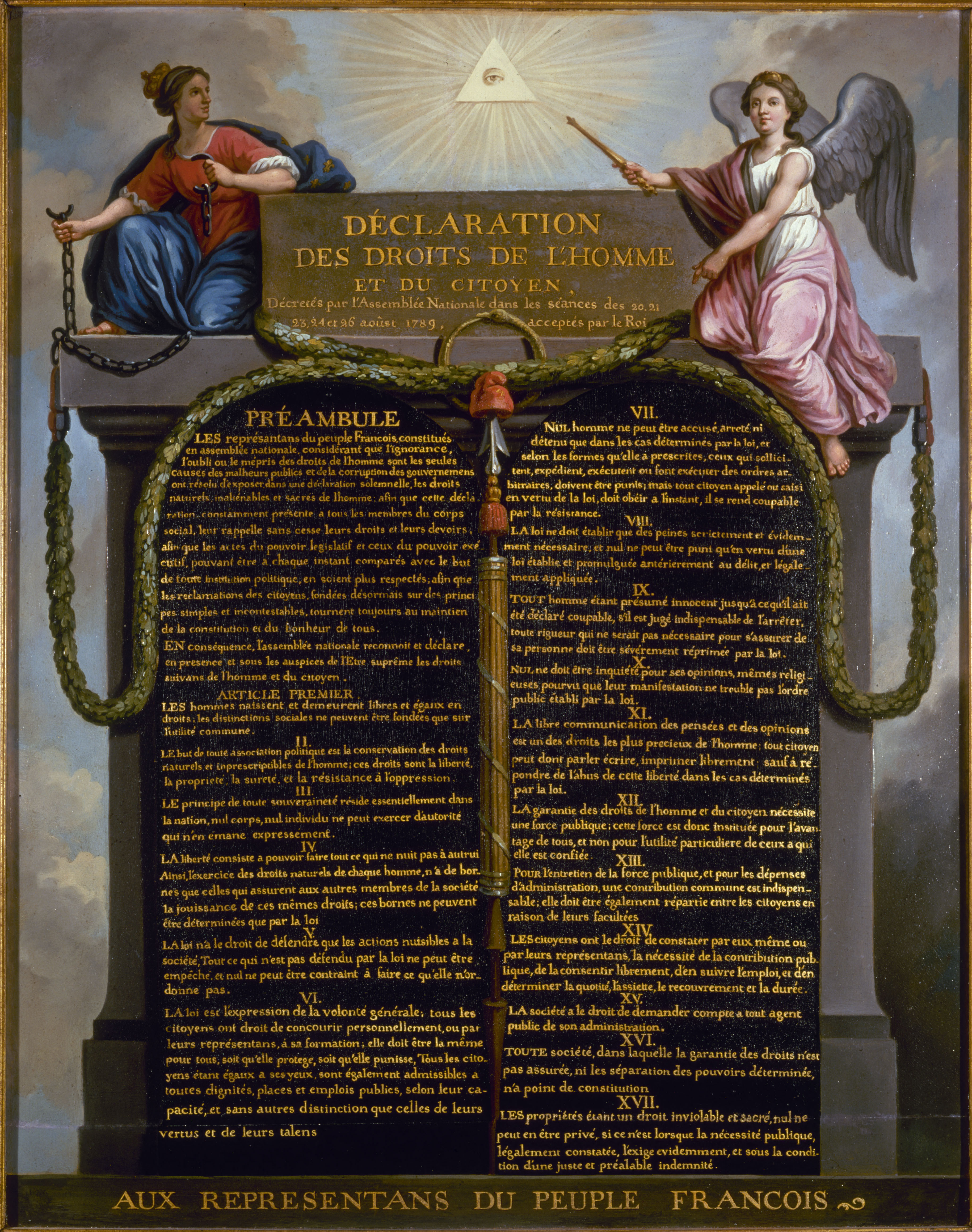
La preocupació per l'ordre públic apareix a la Declaració dels Drets de l'Home de 1789.

L'origen modern del concepte seguretat ciutadana és conseqüència directa d'un altre concepte de l'inici de l'edat contemporània: l'ordre públic. Aquest és un concepte liberal que apareix en l'article 10 de la Declaració dels Drets de l'Home i del Ciutadà de 1789, document fonamental de la Revolució Francesa:
| « | Ningú no pot ser inquietat per les seves opinions, fins i tot les religioses, sempre que la seva manifestació no alteri l'ordre públic establert per la llei. | » |

A més l'article quatre del mateix document relaciona la llibertat individual amb aquest concepte:
| « | La llibertat consisteix a poder fer tot el que no sigui perjudicial a l'altre. Així, l'exercici dels drets naturals de cada home no tindrà altres límits que aquells que assegurin als altres membres de la societat el gaudi d'aquests mateixos drets; aquests límits només poden estar determinats per la llei. | » |

En aquest sentit, si estenem el concepte d'ordre públic com a limitació a la llibertat ideològica de l'article novè, a la definició de llibertat individual de l'article quart, apareix el concepte d'ordre públic: L'ordre públic s'estableix com a garantia i límit de la llibertat i, com aquesta, consisteix que ningú pot fer res que sigui perjudicial als altres.

## Diferents manifestacions de l'ordre públic
En realitat, l'ordre públic té per al món jurídic múltiples manifestacions, segons quina sigui l'àrea en què s'analitzi. En termes molt generals pot dir-se que integra l'ordre públic tot allò que ve imposat per l'autoritat a les persones, i que actua com a límit a la seva llibertat.
D'aquesta manera, en dret privat, l'ordre públic actua com un límit a l'autonomia de la voluntat en virtut del qual resulten nuls els actes o contractes el contingut dels quals sigui contrari als interessos col·lectius d'una comunitat, manifestats en principis i regles de dret.
Segons el seu contingut es parla d'ordre públic econòmic, laboral, etc.
En canvi, en dret públic, l'ordre públic està representat per la tranquil·litat i pau social que prové del respecte generalitzat a l'ordenament jurídic. el "manteniment de l'ordre públic" habilita a l'administració pública, a través de la llei, per imposar ordres, prohibicions i sancions.
Des del punt de vista del dret administratiu, la noció d'«ordre públic» constitueix un «títol d'intervenció». En un sentit similar, a causa dels processos d'expansió del dret penal que es viu en alguns països iberoamericans, l'ordre públic és objecte de protecció a través de sancions en l'àmbit del dret penal. D'aquesta manera, els «atemptats a l'ordre públic», entès com un determinat estat de coses als espais públics, pugui fins i tot constituir delicte i portar aparellat el compliment d'una pena.